# اس‌انداس سایکل
اس اند اس سایکل یک تولیدکننده موتورسیکلت و قطعات مربوط به آن در آمریکا است. این شرکت در سال ۱۹۵۸ توسط جرج جی. اسمیت و استنلی استانکِوس در بلوآیلند ایلینوی تأسیس گردید. این شرکت برای فروش سوپاپ‌روهای کارایی بالا برای موتورسیکلت‌های هارلی دیویدسون به‌وجود آمد. و امروزه آن‌ها هنوز هم قطعات را برای انواع دوچرخه دوقلو می‌سازند.

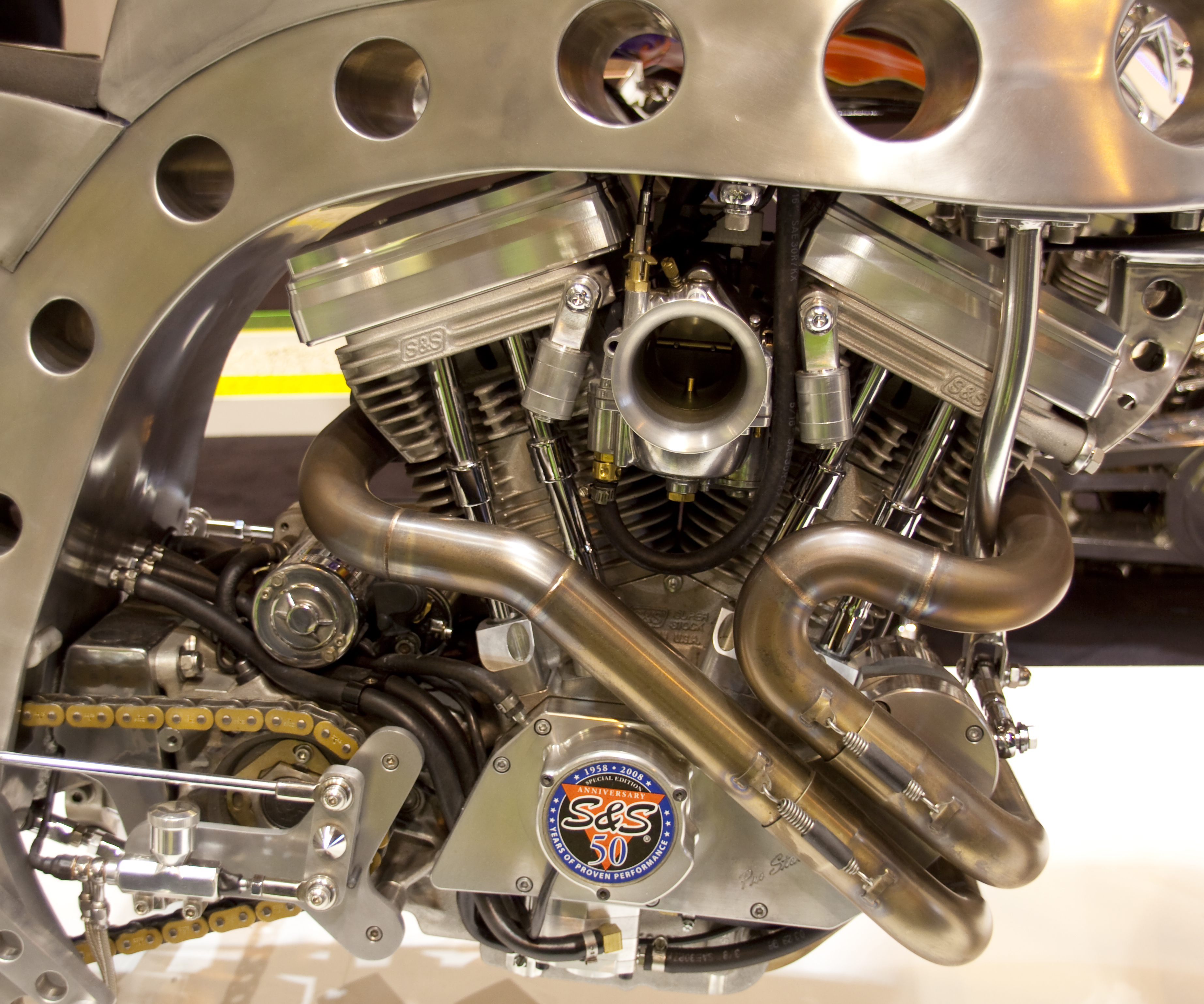
پیشرانه اس اند اس